# Claude Gateff
Claude Gateff, né le 28 août 1934 à Toulouse et mort le 3 août 1989 à Villenave-d'Ornon, est un médecin militaire et épidémiologiste français. Dès le début d'une longue carrière en Afrique francophone, il est confronté à la précarité, et à l'inégalité de l'accès aux soins. Il développe alors le concept de médecine des collectivités. Il rejoint l'École du Pharo (Marseille, France), en 1981. Il y crée un enseignement moderne de l'épidémiologie au service de l'action de santé publique. Au sein du Service de santé des armées français il est considéré comme l'initiateur de la pratique moderne de l'épidémiologie. Ces principes et sa doctrine d'action restent un modèle pour ses nombreux élèves français et africains.

## Famille et jeunesse
Son père, ingénieur d'origine bulgare, cadre à Électricité de France (EDF), emmène sa famille, peu de temps après la naissance de Claude Gateff, dans le Gard, à Saint-Ambroix puis à Alès (France) où il sera sous-directeur d'EDF. Claude Gateff y suit sa scolarité au lycée Jean-Baptiste-Dumas. Pendant ses études médicales il épouse Marie-Aline Cassand, ils ont quatre enfants.

## Études
En 1951 Claude Gateff s'inscrit en propédeutique à la Faculté des sciences de Montpellier. En 1953 il entre à l'École de santé navale de Bordeaux. En 1959, il sort brillamment classé de l'École du Pharo ce qui lui permet de choisir une première affectation à Madagascar à une époque où l'essentiel des jeunes médecins militaires sortant d'école étaient mutés en Algérie.

## Carrière

### Une décennie de maturation
De 1959 à 1962, Claude Gateff séjourne donc à Madagascar, d'abord comme chef de la circonscription médicale de Maintirano et par conséquent responsable d'un hôpital rural isolé. D'emblée il comprend que la foule qui se presse chaque jour à sa consultation présente des affections qui auraient pu et dû, être évitées par une action préventive conduite en amont alors que la médecine de soins qu'il exerce, forcément passive, s'apparente dans ce contexte à un Tonneau des Danaïdes. En 1961, il prend à Tananarive, la direction du 12e groupe mobile d'hygiène et de prophylaxie. En fait, très vite son groupe est déployé de façon permanente à Tuléar (aujourd'hui Toliara) où il commence à appliquer ses idées en matière d'organisation sanitaire dans la gestion d'une situation endémique majeure en pays Mahafaly, c'est à ce moment qu'en secourant son chauffeur dans l'incendie de leur véhicule il sera lui-même gravement brûlé aux jambes.
De 1962 à 1963 il sert au 16e puis au 21e régiment d'infanterie de marine.
De 1963 à 1966 à Bobo-Dioulasso (Haute-Volta, aujourd'hui Burkina Faso) il est responsable du centre de documentation, de statistique et d'éducation de la jeune Organisation de coopération et de coordination pour la lutte contre les grandes endémies (OCCGE) dirigée par l'emblématique Pierre Richet. A ce poste, il doit collaborer étroitement avec des entomologistes de l'ORSTOM (aujourd'hui Institut de recherche pour le développement, IRD) dans la lutte contre la mouche tsé-tsé et la simulie, responsables de la maladie du sommeil et de l'onchocercose. À leur contact il découvre et comprend l'intérêt de la maîtrise de l'outil statistique pour mettre en évidence des différences rares et peu visibles entre des groupes de populations apparemment semblables. L'importance de la méthode statistique pour choisir les meilleures actions de santé publique dans les populations humaines lui apparaît alors comme une évidence à une époque où cet outil est très peu diffusé dans la France médicale et non enseigné dans les études de médecine, et où seuls quelques pionniers tentent de convaincre.
En 1967 et 1968, Claude Gateff est responsable de la région sanitaire de l'Estuaire (Libreville, Gabon) où il dirige entre autres le secteur d'instruction et de recherche du service national de lutte contre les grandes endémies du pays. Il lui revient là de préparer tous les médecins et infirmiers qui vont être déployés dans toutes les régions sanitaires du pays.
Claude Gateff rejoint alors l'École nationale de santé publique (aujourd'hui École des hautes études en santé publique) de Rennes où il va valider sa spécialisation en santé publique. Son mémoire de fin d'études porte sur un essai contrôlé de vaccination par le BCG, comparant les traditionnelles injections intra-dermiques et celles faites au moyen des nouveaux injecteurs sous pression. Ce travail dont le résultat réfute l'intérêt de la méthode nouvelle, est couronné par le jury (Médaille Claude Bernard) car son protocole rigoureux, basé sur la méthode statistique est à l'époque à la fois rare en France et du plus haut intérêt au regard des multitudes d'enfants cibles de la vaccination de par le monde.

### Une décennie de conception et de mise en œuvre

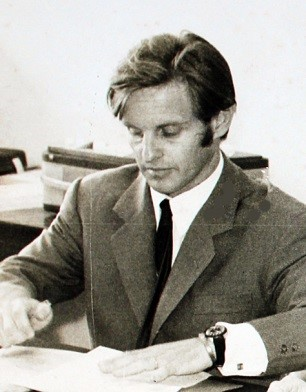
Le Dr Claude Gateff à l'OCEAC.

De 1969 à 1974, Claude Gateff est chargé de l'Unité de recherche appliquée de l'Organisation de coordination et de coopération pour la lutte contre les grandes endémies en Afrique Centrale (OCEAC), dont le siège est à Yaoundé (Cameroun) et qui coordonne la lutte contre ces maladies dans les cinq états francophones de la région (Cameroun, Congo, Gabon, République centrafricaine, Tchad) où il rejoint René Labusquière. À ce poste il va s'attacher à réaliser des protocoles de recherches appliquées à la prévention sur des bases statistiques correctes, et à former du personnel apte à suivre le même comportement. Dès lors l'épidémiologiste moderne, le chercheur et l'enseignant se rejoignent définitivement. Parmi les nombreux travaux qu'il mène à cette époque la thématique des essais cliniques portant sur les vaccins simples ou associés est majeure, en contexte endémique ou épidémique, et préfigure son rôle dans le Programme élargi de vaccination (PEV) mis en place par l'Organisation mondiale de la santé (OMS) en 1974. Il assure de 1971 à 1973, l'intérim du secrétariat général de l'OCEAC. En 1972, il est en mission aux États-Unis auprès des Centers for Diseases Control d'Atlanta et de l'école de santé publique de l'université de Pittsburgh, lorsque cette dernière le mandate comme consultant en Haïti pour évaluer un nouvel injecteur sous pression d'intérêt en vaccinologie lors d'une campagne de vaccinations associées.
En 1974 et 1975 il suit le Grand cours de l'Institut Pasteur (Paris) en bactériologie systématique, immunologie générale et immunologie appliquée aux maladies bactériennes et virales.
De 1975 à 1981 Claude Gateff est directeur-adjoint et coordonnateur de la recherche de l'Institut national de santé publique à Abidjan (Côte d'Ivoire). Il y développe le tout récent Programme élargi de vaccination dont il pressent qu'il est un modèle d'application de son concept de médecine des collectivités,. Il va aussi étendre son champ de recherche à des domaines correspondant à l'évolution sociétale de l'Afrique moderne et ses conséquences morbides : accidentologie, nutrition, mais surtout adaptation des normes biologiques, des normes diagnostiques et des règles de la surveillance épidémiologique au contexte national.

### Une décennie de transmission inachevée
De 1981 à 1989, Claude Gateff créé et dirige, la cellule de Santé des collectivités à l'Institut de médecine tropicale du Service de santé des armées à Marseille (France). Dans ce dernier emploi, outre un enseignement original (cf. section Enseignement), il va conduire de nouvelles études de terrain, important ainsi au sein de l'institution militaire les méthodes d'enquêtes et de recherche qu'il a précédemment développées en Afrique,,. Il démontre ainsi l'intérêt qu'auraient les armées, et leur Service de santé, à adopter - pour leurs choix de priorités sanitaires et de politiques de prévention, pour l'investigation des épidémies et la connaissance de l'ampleur des comportements à risque, et pour la conduite de programme de santé - une pratique résolument moderne de l'épidémiologie et de la santé publique. Son influence va justifier de la création par le Service de santé des armées d'une filière complète de spécialisation en santé communautaire et médecine sociale pour ses médecins, à égale reconnaissance avec ses spécialistes hospitaliers, dans le cadre juridique de la réforme du troisième cycle des études médicales de 1985,. En 1987, un premier poste d'épidémiologiste est créé pour l'ensemble de la Ve région militaire, puis dans trois régions en 1990 et dans dix régions en 1992. Depuis lors, le recrutement de ses spécialistes ne s'est jamais tari au sein du Service de santé des armées et leur emploi a permis de créer successivement des services de médecine des collectivités dans les hôpitaux militaires, puis des départements d'épidémiologie et de santé publique et enfin un Centre d'épidémiologie et de santé publique des armées.

## Enseignement

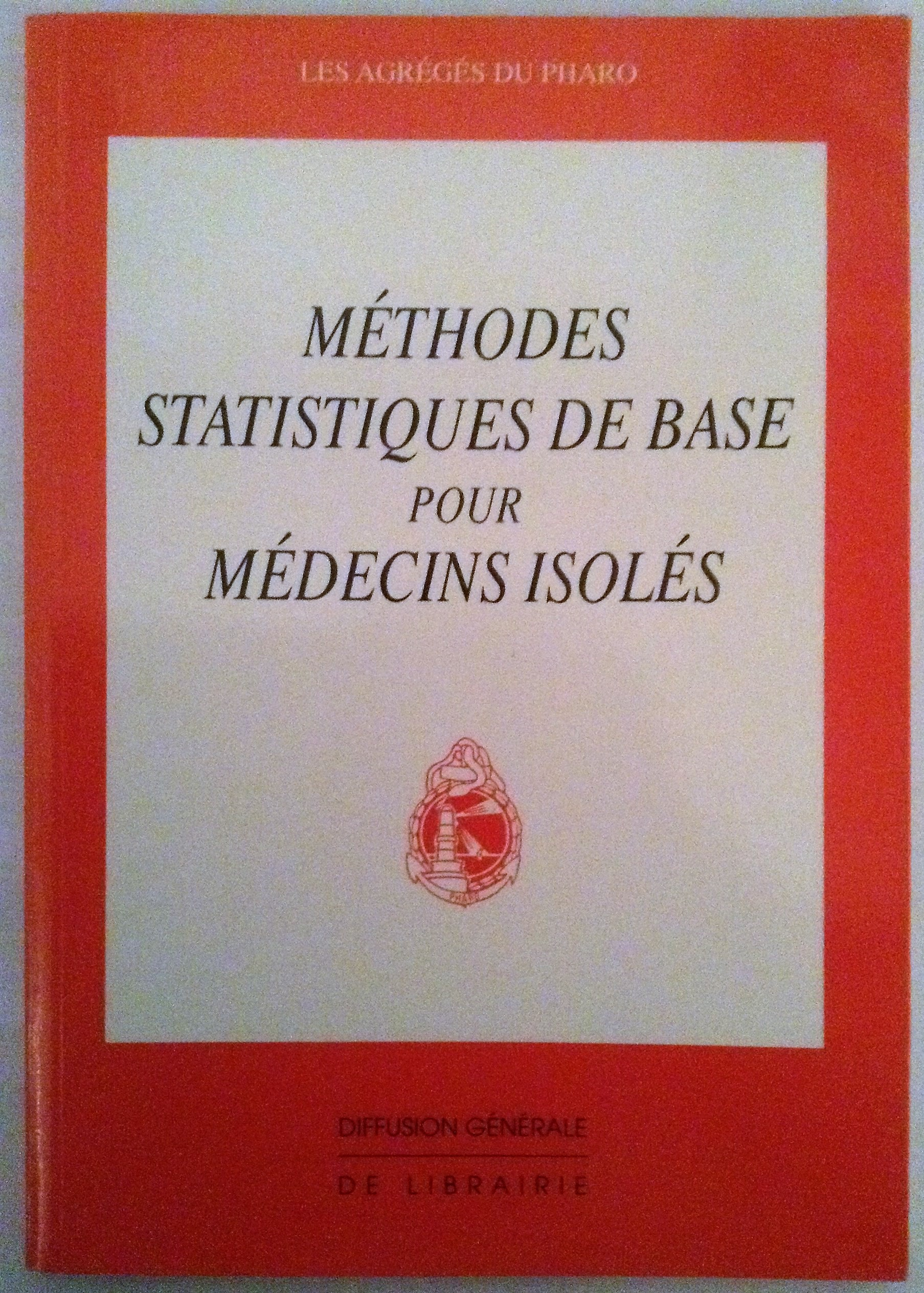
Livre de Claude Gateff dans la collection « Les agrégés du Pharo »

Dès 1964 Claude Gateff est chargé d'enseignement à l'École Jamot de l'OCCGE (Bobo-Dioulasso, Burkina Faso) et ses activités pédagogiques seront ininterrompues tout au long de sa carrière au bénéfice d'auditoires multiples, variés et dans de nombreux pays en fonction des époques, comme par exemple les Séminaires de formation des directeurs nationaux des PEV (séminaires de l'Organisation mondiale de la santé), organisés en Algérie (1979), Côte d'Ivoire (1979 et 1981) et Tunisie (1982), le Cours d'épidémiologie de l'Institut Pasteur à Paris (1985), le Séminaire de médecine des collectivités appliquée à la lutte contre la lèpre, organisé en partenariat avec la Fondation Raoul-Follereau à Antananarivo (Madagascar, 1986) et les Cours européens d'épidémiologie tropicale d'Anvers (1985) et Marseille (1986),.
Mais c'est à l'Institut de médecine tropicale du service de santé des armées que ses activités pédagogiques atteignent leur maximum d'intensité entre 1981 et 1989. Il y révolutionne l'enseignement de l'épidémiologie et y développe celui de la santé communautaire par l'apport de nouveaux thèmes d'enseignement et aussi de nouvelles techniques pédagogiques (études de cas concrets sous formes d'enseignements dirigés interactifs, modules d'auto-apprentissage, réalisation d'enquêtes en terrain libre par l'ensemble de ses élèves, évaluation des enseignements et enseignants par les enseignés, etc.). Cette pédagogie favorise le contact avec le terrain et donne l’opportunité aux médecins stagiaires de l'École du Pharo, par la pratique, d’apprendre l’épidémiologie « avec les pieds ».
Son arrivée dans un établissement très policé sera qualifiée a posteriori « d’événement difficile à décrire. Bourrasque, tempête ou révolution on ne saurait dire… chef d'école hors pair, humain et sensible malgré un caractère intransigeant… agitateur d'idées et remueur d'hommes ».
Pendant 8 années toutes les promotions de jeunes médecins militaires et de coopérants volontaires du service national, qui s'apprêtent à partir outre-mer vont ainsi recevoir un enseignement complet en biostatistique, épidémiologie et gestion des programmes de santé publique qui les marquera durablement, au point que nombre d'entre eux changeront de projet de carrière pour se consacrer entièrement à la santé publique. Compte tenu des outils pédagogiques de l'époque, son enseignement est principalement colligé dans des recueils polycopiés, et aussi dans un ouvrage didactique particulièrement destiné aux médecins isolés désireux de baser leur choix d'action de santé sur un raisonnement statistique rigoureux.

## Le concept de la Médecine des collectivités

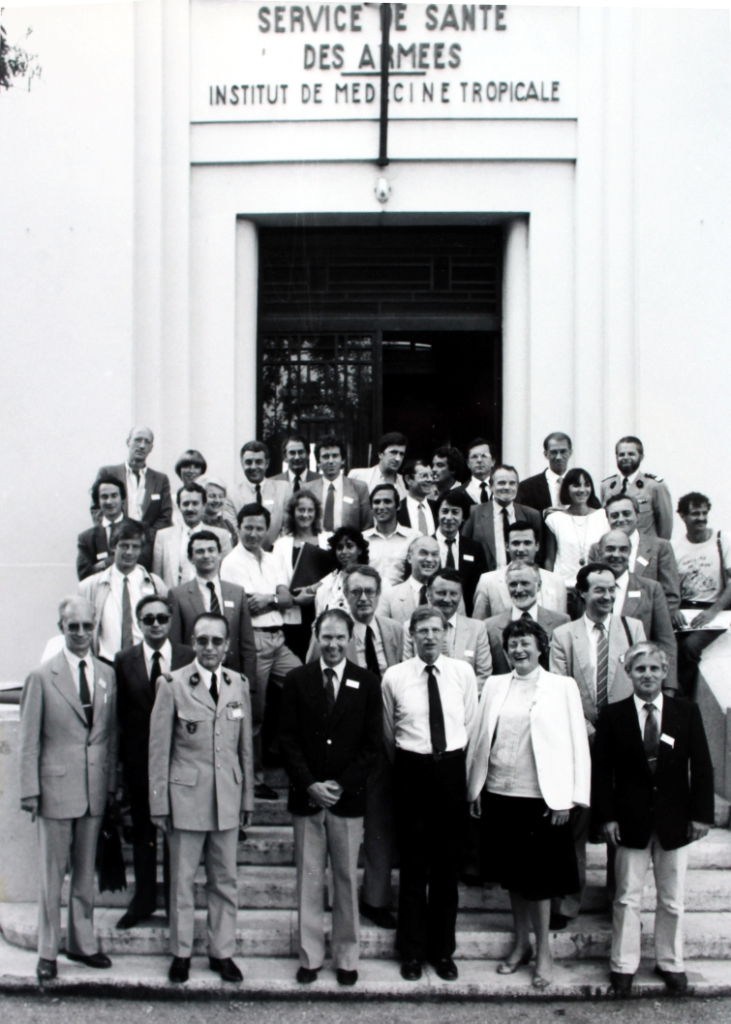
Journée consacrée à la Médecine des collectivités au Pharo en 1983, Claude Gateff (organisateur) est au premier rang à droite.

Pour atteindre les objectifs qu'il se fixe, Claude Gateff a donc dû progressivement s'approprier pour les mettre toujours en œuvre, les méthodes de statistiques appliquées à la médecine, la vaccinologie, la prévention, la recherche clinique et appliquée en particulier en dehors des structures hospitalières, la programmation d'action de santé, la gestion et la supervision de programmes, la gestion des ressources humaines, etc. Il en fait progressivement la synthèse dans ce qu'il appelle à l'aube des années 1980, la Médecine des collectivités.
Pour lui, mettre en œuvre cette médecine des collectivités dans une population (ou communauté) c'est successivement : faire des choix de priorités reposant sur l'importance relative des maladies dans la communauté et leur vulnérabilité (laquelle est évaluée autant par la faisabilité de l'action de lutte que par l'adhésion de la communauté) ; puis élaborer des programmes réalistes avec des objectifs clairs ; appliquer une planification fine, une gestion rigoureuse et une réelle supervision des actions entreprises ; conduire régulièrement des évaluations des résultats tant en termes d'efficacité que de rentabilité ; et dès lors faire un retour régulier vers la collectivité ainsi responsabilisée et au besoin réévaluer les objectifs. Dès lors la formation de toutes les catégories des personnels (et non plus des seuls médecins) et l'animation des populations prennent une place prépondérante de l'action en santé publique.
La démarche de Claude Gateff est novatrice, difficile, à contre-courant de l'establishment, mais n'est pas isolée au cours de cette décennie 1980. Tandis qu'il démontre son applicabilité au sein de la « Communauté militaire » d'autres cénacles en font aussi leur cheval de bataille, en France comme ailleurs. C'est ainsi que se tient à Ottawa (Canada), sous l'égide de l'Organisation mondiale de la santé, du 17 au 21 novembre 1986, la première Conférence internationale sur la promotion de la santé qui débouche sur l'adoption de la Charte d'Ottawa véritable texte fondateur de la Santé communautaire qui fait toujours débat.
Dès 1986, l'augmentation des cas de paludisme déplorés dans les armées françaises va lui permettre d'y déployer concrètement sa doctrine et d'en prouver le bien fondé. En quelques mois ; une enquête est diligentée pour quantifier le phénomène, une procédure de surveillance continue est redéfinie, un programme complet d'information des forces et de formations des personnels est lancé, une stratégie de prévention mise en place,, un choix de méthode diagnostique de terrain est réalisé, et les stratégies de prises en charge des cas régulièrement évaluées, un programme de recherche développé et l'évaluation du programme devient pérenne afin de détecter et tirer leçon des événements indésirables.

## Pérennité et actualité
En 1989, le décès prématuré de Claude Gateff a pu faire craindre un coup d'arrêt à la diffusion de sa doctrine au sein des armées françaises. Tout au contraire, la professionnalisation, la multiplication des crises épidémiques et politico-militaires, comme celle des interventions extérieures et l'augmentation de leur dangerosité, ont fait prendre conscience à l'ensemble de cette communauté de la nécessité « d'apprendre à faire face à tous les stades de leur vie, et à se préparer à affronter les traumatismes et les maladies ».
Au cours des trois décennies qui s'ensuivent la démarche de médecine des collectivités, au-delà de la problématique du paludisme, est toujours mise en œuvre pour définir les priorités de santé de la communauté militaire française et développer des programmes d'action et de recherche en santé ; comme par exemple, pour la prévention de l'infection à virus de l'immunodéficience humaine et des infections sexuellement transmissibles, l'évaluation des besoins de prévention en santé des militaires d'active, ou la prévention et prise en charge des conséquences psychologiques du stress au combat et la prévention de la mortalité précoce des blessés de guerre par la mise en œuvre du Sauvetage au combat,, qui en sont les déclinaisons les plus actuelles et récentes.
De plus, pour parvenir à l'objectif d'une connaissance toujours meilleure de l'état de santé et des besoins de santé de la communauté militaire, laquelle se caractérise par son éparpillement sur le territoire national et à l'étranger et sa mobilité sur le terrain, de nouveaux outils et méthodes d'évaluation et de surveillance doivent être développés en permanence comme le faisait déjà Claude Gateff en Afrique dans les années 1970.

## Hommages et distinctions

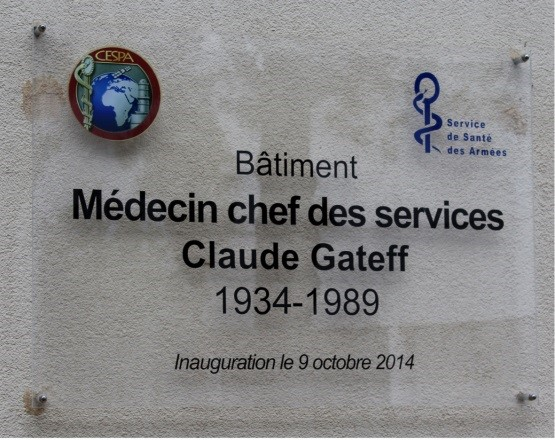
Bâtiment principal du Centre d'épidémiologie et de santé publique des armées (Marseille, France)

Claude Gateff reçoit en 1969 la médaille Claude-Bernard de l'École des hautes études en santé publique de Rennes.
Claude Gateff est élu à la toute nouvelle chaire d'épidémiologie et de santé publique tropicales de l’Institut de médecine tropicale du service de santé des armées le 1er décembre 1986.
Le 15 décembre 2003, la Ville d'Alès décide de dénommer la rue principale du nouveau lotissement du quartier de Saint-Étienne d'Alensac « rue du Professeur Claude Gateff (1934-1989) ».
En 2014, le ministre de la Défense décide de donner au bâtiment du Centre d'épidémiologie et de santé publique des armées installé dans le Camp de Sainte-Marthe à Marseille, le nom de « Médecin chef des services Claude Gateff », l'inauguration a lieu le 9 octobre 2014.
- Chevalier de la Légion d'honneur
- Officier de l'ordre national du Mérite
- Chevalier de l'ordre des Palmes académiques
- Titulaire d'ordres d'États africains.